# سیائوسی سوالنی
سیائوسی سوالنی (انگلیسی: Siaosi Sovaleni؛ زادهٔ ۲۸ فوریهٔ ۱۹۷۰) سیاست‌مدار اهل تونگا، وزیر کابینه و عضو مجلس قانونگذاری این کشور است که به عنوان نخست‌وزیر تونگا منصوب شد. او از ۲۰۱۴ تا ۲۰۱۷ معاون نخست‌وزیر تونگا بود.

## اوایل زندگی
سوالنی اهل نگلیا در تونگاتاپو است. او در دبیرستان پسرانه تیمارو تحصیل کرد و در ۱۹۸۸ فارغ‌التحصیل شد. او در دانشگاه اوکلند در نیوزلند به ادامه تحصیل پرداخت و در ۱۹۹۲ با مدرک لیسانس علوم کامپیوتر فارغ‌التحصیل شد. او متعاقباً مدرک کارشناسی ارشد خود را از دانشگاه آکسفورد اخذ نمود، و مدیریت ارشد کسب و کار را در دانشگاه اقیانوس آرام جنوبی در سووا، فیجی به پایان رساند. او از ۱۹۹۶ تا ۲۰۱۰ به عنوان کارمند دولتی برای وزارت دارایی تونگا کار کرد، سپس به فعالیت در جامعه اقیانوس آرام و بانک توسعه آسیایی پرداخت. سوالنی در ۲۰۱۳ به تونگا بازگشت تا به عنوان مدیر اجرایی در وزارت شرکت‌های عمومی مشغول به کار شود.